# Ла Секија (Пистоја)
Ла Секија је насеље у Италији у округу Пистоја, региону Тоскана.
Према процени из 2011. у насељу је живело 25 становника. Насеље се налази на надморској висини од 1248 м.